# Zidanta I.
Zidanta I. je bi kralj Hetitov (Staro kraljestvo), ki je vladal deset let od okoli 1496–1486 pr. n. št.  (kratka kronologija). Po podatkih v Telipinujevem razglasu je postal kralj z umorom sina svojega predhodnika Hantilija I.
Poročen je bil s hčerko Hantilija I., svaka kralja Muršilija I. Hantilija je spodbudil in mu pomagal umoriti Muršilija I. in prisvojiti prestol. Proti koncu Hantilijevega vladanja je Zidanta umoril njegovega sina in zakonitega naslednika Pišenija, njegove otroke in večino služabnikov in si odprl pot do hetitskega prestola. 
Znano je, da se je ime njegove žene končalo na  -ša ali -ta.
Zidanto I. je umoril njegov sin in naslednik Amuna.